# Pedals de Foc

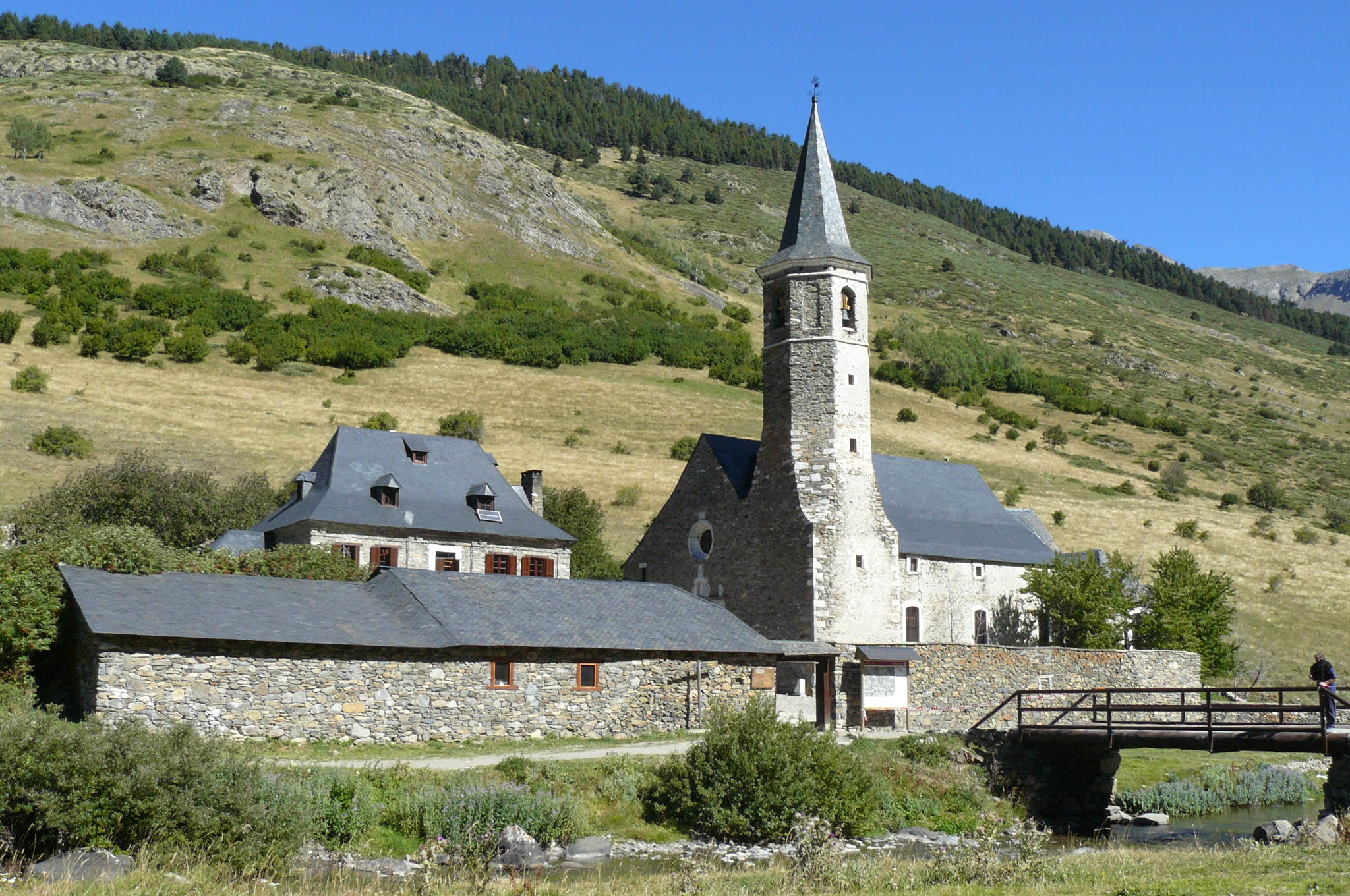
Santuari de Montgarri

Pedals de Foc és una ruta per a bicicleta de muntanya que encercla el Parc Nacional d'Aigüestortes i Estany de Sant Maurici i que transcorre per la Vall d'Aran, l'Alta Ribagorça, el Pallars Jussà i el Pallars Sobirà. La ruta s'inicia al Refugi de Conangles, prop de la boca sud del Túnel de Viella, i transcorre per la vall del riu Noguera Ribagorçana fins al poble de Vilaller. D'aquí, la ruta s'enfila cap a Llesp, i seguint el camí de l'aigua, continua cap a l'Iran, Malpàs, Sentís i Les Esglésies des d'on es dirigeix cap a Espui. El pas d'Espui a Espot requereix superar el coll del Triador, després del qual la ruta planeja per la cota dels 2000 metres durant uns kilòmetres per, finalment, iniciar el descens cap a Espot per les pistes d'esquí de fons. Des d'Espot la ruta segueix cap a Sorpe, Isil i Alós d'Isil per, finalment, remuntar la vall del riu Noguera Pallaresa fins als plans de Beret, Baqueira, Arties i Viella.

## Pedals de Foc en 3 etapes
- Etapa 1: Refugi de Conangles - Les Esglésies (76 km totals)
- Etapa 2: Les Esglésies - Espot (65 km totals)
- Etapa 3: Espot - Viella (75 km totals)

## Pedals de Foc en 4 etapes
- Etapa 1: Refugi de Conangles - Castellars (55 km totals)
- Etapa 2: Castellars - Espui (42 km totals)
- Etapa 3: Espui- Son (55 km totals)
- Etapa 4: Son - Viella (65 km totals)

## Pedals de Foc en 5 etapes
- Etapa 1: Refugi de Conangles - Iran (41 km totals)
- Etapa 2: Iran - Espui (56 km totals)
- Etapa 3: Espui - Espot (42 km totals)
- Etapa 4: Espot - Montgarri (53 km totals)
- Etapa 5: Montgarri - Viella (25 km totals)